# John Keats
John Keats (n. 31 octombrie 1795, Moorgate⁠(d), Anglia, Regatul Marii Britanii – d. 23 februarie 1821, Roma, Statele Papale) a fost un poet englez, unul din cei mai importanți reprezentanți ai romantismului englez, alături de Lord Byron și Percy Bysshe Shelley.

## Biografia
John Keats s-a născut la 31 octombrie 1795, în Halloween, la marginea Londrei, într-o familie modestă, fiu al unui grăjdar, care moare prematur în urma unui accident. În anii de școală s-a împrietenit cu Charles Cowden Clarke, el însuși viitor scriitor, care se trăgea dintr-o familie de oameni culți și care i-a insuflat dragostea pentru cărți și îndeosebi pentru poezie. Keats însuși amintește în scrisorile lui puternica impresie pe care i-a produs-o lectura lui Edmund Spenser și a lui Homer. Keats a intrat ucenic la un chirurg, apoi a devenit agent sanitar într-un spital din Londra. Întâlnirile cu scriitorul Leigh Hunt și cu pictorul Benjamin Haydon l-a determinat să abandoneze cariera medicală și să se consacre în întregime creației poetice.
Prima sa culegere de versuri (Poems, 1817) a fost trecută sub tăcere de critică. După publicarea poemului Endymion (1818), Keats devine obiectul unor atacuri într-o revistă conservatoare, care îl numea cu dispreț reprezentant al "școlii poetice cockney". În anul 1818 o întâlnește pe Fanny Brawne, de care se îndrăgostește și cu care întreține o legătură în afara principiilor morale stricte caracteristice epocii victoriene. În acest timp scrie unele din cele mai frumoase poezii ale sale: Ode to Psyche, Ode on a Grecian Urn, Ode to a Nightigale. În 1820 se desparte de Fanny Brawwne, când se constată că suferă de tuberculoză pulmonară. Prietenii l-au ajutat, determinându-l să plece în Italia, dar nici clima prielnică a sudului nu a putut opri mersul bolii. Keats a murit în 1821 la Roma, unde a fost și înmormântat, când nu împlinise încă 26 de ani.

## Opera
Neapreciat de majoritatea contemporanilor și aproape necunoscut în timpul vieții, Keats a fost recunoscut la o jumătate de secol după moarte ca unul dintre cei mai mari poeți ai Angliei, ca un remarcabil maestru al liricii, ca un poet-pictor care a reprodus lumea în forme plastice. Byron și Shelley, care îi prețuiau talentul, au manifestat un mare interes pentru poezia lui. Shelley, care întreținea corespondență cu el, a evocat memoria poetului confrate în elegia Adonais. El l-a descris ca fiind poetul "cel mai tânăr, cel mai drag", crescut "ca floarea palidă de-o fată îndrăgită, ce-n loc de rouă cu lacrămi e hrănită".

### Lirica și poemele lui Keats
La fel ca și alți poeți romantici, Keats a fost un cântăreț al frumuseții și desăvârșirii lumii, mai ales al frumuseții sensibile. El iubea culorile florilor, ale mării, ale cerului, miresmele plantelor. Se întâlnește și la Keats un cult al antichității, al idealurilor ei profund umane. În poemul Endymion (1818), Keats tratează mitul dragostei zeiței lunii, Selene, pentru păstorul Endymion, apărându-i sub forma unei bachante pătimașe. Un alt poem cu subiect mitologic, Hyperion, ultimul dintre titanii care au răsturnat stăpânirea lui Uranus, a rămas neterminat.
Keats a abordat și subiecte medievale. Ele au servit ca bază pentru poemul Isabella (1818), precum și pentru poemul "Ajunul Sfintei Agnes" (The Eve of St. Agnes, 1819). Ca și în alte creații epice, talentul său se manifestă cu cea mai mare forță în strofele lirice ale poemelor. Idealul său estetic și-a găsit cea mai deplină întruchipare în poezia lirică. Modele remarcabile sunt poeziile "Odă unei privighetori" (Ode to a Nightingale), "Toamna" (To Autumn) sau "Odă la o urnă grecească" (Ode on a Grecian Urn). În ele s-au manifestat trăsăturile caracteristice ale poetului: perceperea senzorială a naturii, forța imaginației, darul neobișnuit de a însufleți întreaga lume înconjurătoare.
Keats s-a ocupat și de formele poeziei și a lăsat un mare număr de sonete splendide, îmbogățind limbajul poetic cu noi mijloace expresive. În mod deosebit a reușit să redea în cuvinte culorile naturii, înfățișarea exterioară a obiectelor. În poezia lui Keats ele apar iluminate de o frumusețe aparte, al cărei izvor îl constituie uimitoarea capacitate a poetului de a ridica fenomenele și obiectele lumii reale până la treapta frumosului adevărat.

### Principalele opere
- On First Looking into Chapman's Homer (1816)
- Sleep and Poetry (1816)
- Endymion: A Poetic Romance (1817)
- Hyperion (1818)
- The Eve of St. Agnes (1819)
- Bright star, would I were stedfast as thou art (1819)
- La Belle Dame sans Merci: A Ballad (1819)
- Ode to Psyche (1819)
- Ode to a Nichtingale (1819)
- Ode on a Grecian Urn (1819)
- Ode on Melancholy (1819)
- Ode on Indolence (1819)
- Lamia (1819)
- To Autumn (1819)
- The Fall of Hyperion: A Dream (1819)